# Корнети
Ко́рнети (латыш. Korneti; устар. Корнеты, мыза Корнет, мыза Шрейберсховъ) — населённый пункт (латыш. vidējciems) в Алуксненском крае Латвии. Административный центр Вецлайценской волости. Находится рядом с латвийско-эстонской границей. Расстояние до города Алуксне составляет около 25 км. 

## Население
По состоянию на март 2017 года, согласно данным Управления по делам гражданства и миграции Министерства внутренних дел Латвийской Республики, на территории населённого пункта Корнети проживает 118 человек.
В 2013 году население составляло 116 человек, в 2007 году — 122 человека, в 2002 году — 175 человек.

## История
В 1970-х годах населённый пункт был центром Вецлайценского сельсовета Алуксненского района. В селе располагался колхоз «Вецлайцене».